# Large white
Pour les articles homonymes, voir White.
Le large white, ou grand porc blanc anglais, est une race porcine originaire du nord-est de l'Angleterre (Comté de Yorkshire)
Introduite en France à la fin du XIXe siècle. Ce cochon uniformément blanc, aux oreilles dressées et aux grandes pattes est particulièrement rustique et est tout d'abord très bien adapté à l'élevage en plein air. Il s'est par la suite très bien adapté à la vie en bâtiment.
Le large white possède de formidables qualités de reproduction, qu'il combine avec une très forte croissance et des carcasses d'une qualité correcte. Du fait de cette polyvalence, elle est utilisée en croisements aussi bien pour obtenir des truies à très fortes qualités maternelles que des verrats aux aptitudes bouchères avantageuses, et les sélectionneurs orientent leurs travaux dans les deux sens, engendrant la création de deux variétés. Toutes ces qualités en font la race la plus largement répandue dans le monde.

## Origine
Le large white est originaire du comté de Yorkshire en Angleterre. Au début du XIXe siècle, il fait l'objet de croisements avec diverses races parmi lesquelles Cumberland, le Leicestershire ainsi que le Middle White (en) et le Small White (pig) (en). Les individus ainsi obtenus se montrent à leur avantage lors du Windsor Royal Show de 1831, et la race prend peu à peu son essor.
En 1883, la race est enregistrée auprès de la National Pig Breeders' Association, officialisant son statut de race dans son pays d'origine. C'est également pendant les années 1880 que les premiers animaux sont importés en France. La race y connaît un bon succès et un livre généalogique est créé en 1926. Aujourd'hui, on compte dans le pays environ 66 000 animaux, et le large white est la première race française en termes d'effectifs.

## Description
Le large white a un corps allongé parallélépipédique, des oreilles dressées et ouvertes sur l'avant et des membres forts. La robe est uniformément claire, blanche, sans aucune tache, avec des soies blanches sur une couenne blanche. C'est un cochon très actif, et ce malgré la longueur de son corps. La forme de parallélépipède de ce dernier lui confère un bon équilibre.
Le large white est un porc de grande taille. Le verrat mesure 105 cm au garrot et pèse 500 kg voire plus et la femelle mesure 100 cm pour un poids de 300 à 350 kg. Ainsi qu'une longueur de corps entre 1m 80 et 2m.

## Aptitudes
Le large white est une race particulièrement appréciée par les éleveurs car elle combine de très bonnes qualités maternelles avec des aptitudes à l'engraissement également intéressantes sans présenter de défaut notoire. C'est une race précoce et prolifique qui produit en moyenne 14,9 porcelets par truie et par portée. Par ailleurs, elle a de bonnes performances en matière de croissance (un jeune mâle castré atteint les 100 kg en 145 jours) et d'indice de consommation. Ainsi, chez des mâles castrés à l'engraissement, on enregistre un gain moyen quotidien de 944 g par jour et un indice de consommation de 2,69. Le large white produit une viande de très bonne qualité, avec une faible épaisseur de lard (9,9 mm de gras dorsal). Il est indemne du gène de sensibilité à l'halothane.
De plus, c'est un cochon très rustique; aux membres robustes, qui peut s'adapter à des systèmes d'exploitation variés, en plein air comme en bâtiment. Il s'adapte bien aux pays chauds, notamment dans l'ouest de l'Afrique.
Il est essentiellement utilisé en croisement, notamment avec des verrats de la race landrace pour la production de truies  reproductrices hybrides particulièrement appréciés des éleveurs, et avec des truies de race piétrain pour la production de verrats terminaux.

## Sélection
En France, l'organisme de sélection de la race est les livres généalogiques porcins collectifs, qui gèrent également les races landrace français et piétrain. En 2005, on compte près de 8 000 truies inscrites au livre généalogique, dont environ 7 000 participent activement à la sélection.
Dans les années 1980, on met en place dans la race un programme de création d'une lignée hyperprolifique qui apporte de très bons résultats à partir des années 1990. Comme certains autres de leurs homologues européens, les sélectionneurs français, ainsi que certains de leurs homologues européens, tendent à faire apparaître deux variétés : une variété de type femelle sélectionnée sur la prolificité et les qualités maternelles et une variété de type mâle dont l'amélioration est axée sur la teneur en muscle et la croissance,. La lignée femelle reste toutefois la plus importante en effectifs (5 700 truies en sélection contre 1 300). La lignée mâle est apparue seulement en 1993. Le plus gros porc de race Large white de France est Bango D'ÉRNÉE il pesait 603kg, né chez Marcel LELIEVRE et appartenant à Henri PETIOT; c'est le record du plus gros porc de France.

## Diffusion
Race polyvalente, le large white tient aujourd'hui une place centrale dans l'élevage porcin français où il a été importé dès la fin du XIXe siècle. Il représente 60 % du cheptel porcin de France, et est également majoritaire dans son pays d'origine. Du fait de ses formidables caractéristiques, la race large white, ou ses dérivés comme le Yorkshire aux États-Unis et au Canada, est largement dominante dans les élevages porcins du monde entier et très peu de schémas de croisements se passent de ses qualités exceptionnelles.